# Promenade de la Treille
La promenade de la Treille est une promenade située en vieille-ville de Genève en Suisse. Elle se déploie entre les hôtels particuliers de la rue des Granges, l'Hôtel-de-Ville et les remparts dominant le parc des Bastions.

## Historique
Les autorités genevoises achètent entre 1516 et 1518 plusieurs parcelles garnies de dépendances rurales pour créer une plateforme destinée à faciliter la défense des bâtiments réservés au gouvernement. En 1558, ce vaste espace est le premier à bénéficier d'une campagne d'arborisation. C'est alors aussi que l'on y établit des espaliers, destinés sans doute à recevoir une vigne, attestée dès 1574 et tout cas et qui a donné son nom à la promenade. Cette treille se déployait en tonnelle et abritait des bancs; en 1584, toutefois, elle est délabrée et l'on décide de la supprimer. 

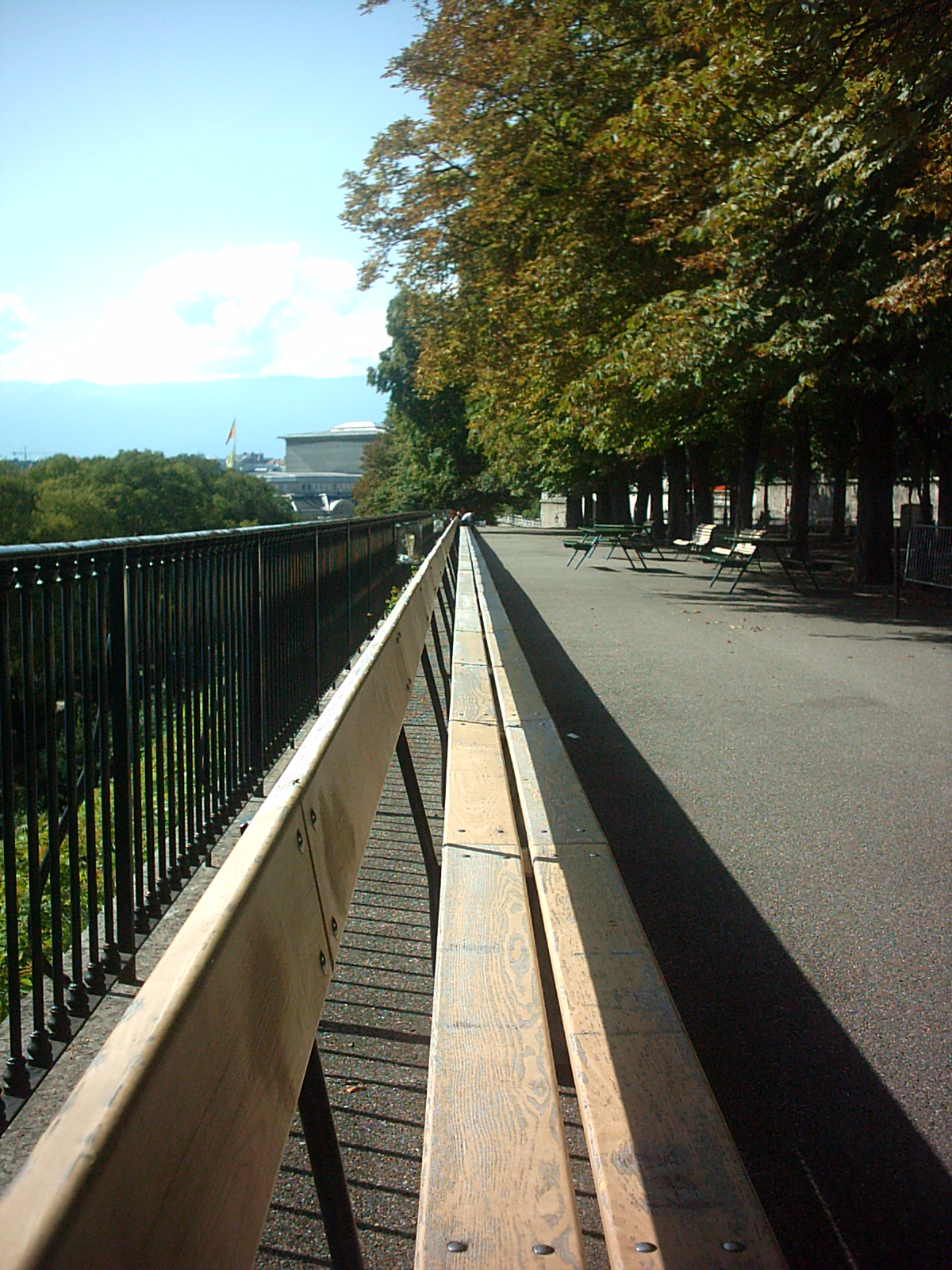
Le banc en 2007.

De la fin du XVIe siècle à fin du XVIIe siècle le site est graduellement étendu et développé, avec de nouvelles plantations, notamment des mûriers, dont les deux derniers exemplaires disparaissent toutefois en 1632 pour être remplacés par des ormeaux et tilleuls. La promenade, alors devenue l'un des lieux de rencontre les plus prisés de la ville, continue à être aménagée. Elle est désormais dotée de rampes, symétriquement aménagées aux extrémités de la promenade, l'une d'entre elles partant de la Place Neuve. 
Comme les arbres de la promenade se portaient relativement mal, on les remplace en 1721 par deux lignes de marronniers d'Inde, essence nouvelle introduite pour la première fois une dizaine d'années plus tôt à la Petite Corraterie. Le mobilier, entièrement refait en 1730, consiste alors en une série de bancs en bois, en partie installés le long des murs, ces derniers s'allongeant sur 238 mètres. En 1767, on choisit de placer bout à bout, sur toute la longueur, des bancs dont les dossiers constitueraient également une barrière. L'opération est achevée en 1774. Avec ses 120 mètres, ce banc serait le plus long banc du monde,. 
Une statue représentant Charles Pictet de Rochemont est placée en 1969 sur la promenade, due au sculpteur Peter Hartmann. Il y a aussi un buste d’Edmond Boissier.

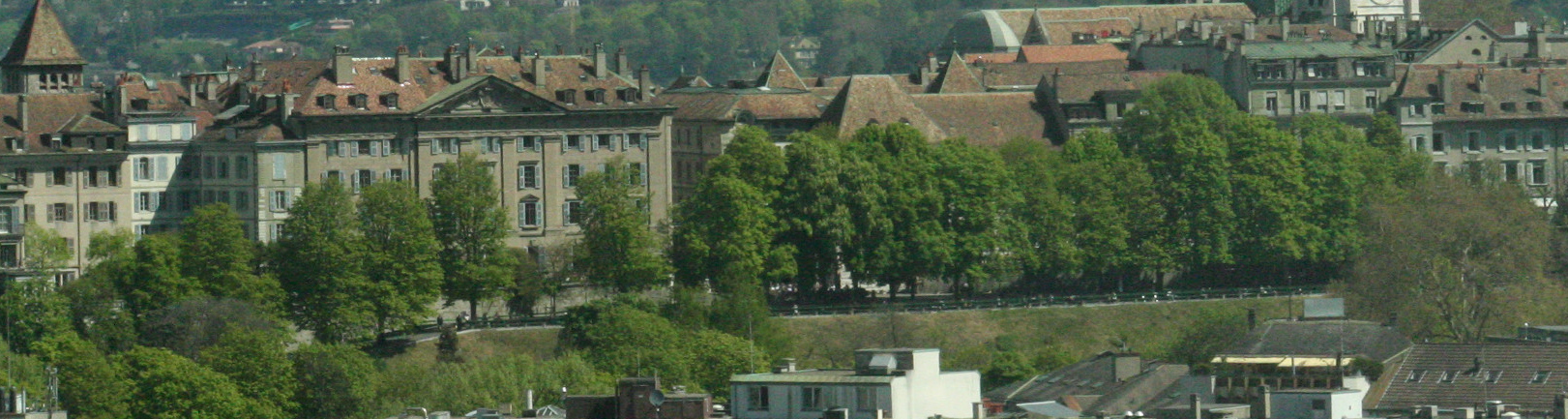
La promenade de la Treille vue depuis la tour de la Radio télévision suisse.

## Situation

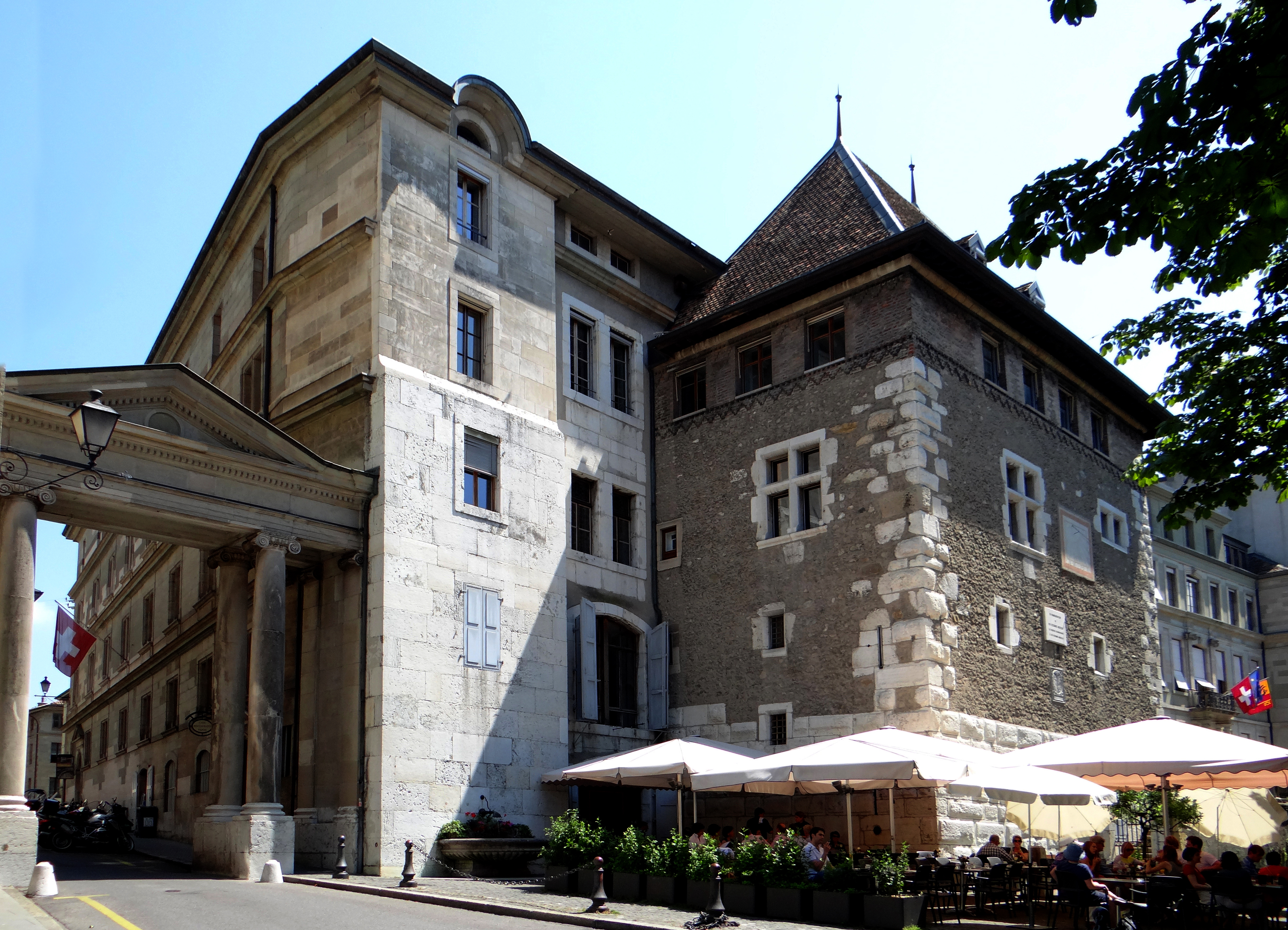
Tour Baudet et Café Papon.

La promenade domine au sud la rue de la Croix-Rouge et le parc des Bastions. À l’est, on accède depuis la rue René-Louis Piachaud et l’ancien manège par une rampe arborée créée en 1706 ; cette rampe longe un mur de soutènement du jardin du bâtiment de la rue de l’Hôtel-de-Ville n°14.
Depuis la vieille ville (au nord), on entre de plain-pied sur la promenade par la rue Henri-Fazy et la porte de la Treille. Cette porte remplace l’ancienne porte Baudet, obturée en 1557, qui se situait 7 mètres plus à l’est. Le portique à l’antique date de 1783-1788.
À l’ouest, la rampe de la Treille est construite en 1711-1713 ; cette voie carrossable monte depuis la place Neuve jusqu’à la porte de la Treille, longeant les murs de soutènement des hôtels particuliers de la rue des Granges. De ce côté, la promenade est pavée et arborisée, parallèle à la rampe mais surélevée.
La promenade est bordée de murs au nord, et d’un talus au sud. Le seul bâtiment donnant directement sur la promenade est la Tour Baudet qui jouxte la porte de la Treille. Le siège du pouvoir communal genevois s'y trouve dès la fin du Moyen Âge. Mentionnée pour la première fois en 1455, la tour abrite actuellement le Conseil d'État. À la Restauration, un restaurant s'établit au pied de la tour et devient un rendez-vous politique : le « Café Papon ».

## Mur de la Treille
Le mur séparant la rampe de la Treille de la promenade, sur plus de 150 mètres, est déclaré en 2010 le mur « le plus riche de Suisse en espèces vivantes ». Cent quarante-neuf espèces y ont été recensées, faune et flore confondues : 85 espèces d’insectes, 16 de champignons (surtout des lichens), 16 de mousses, 6 d’oiseaux, une de lézard, deux de fougères, six de mollusques et 15 de plantes à fleur.   

## Marronnier officiel
Au haut de la promenade se trouve le marronnier officiel dont l'éclosion du premier bourgeon, régulièrement signalé par la presse, marque l'arrivée du printemps.

## Manifestations
Plusieurs manifestations récurrentes sont organisées sur la promenade de la Treille, parmi lesquelles la Fête de la première feuille, la Fête de la musique avec une scène, la commémoration de l’Escalade, ainsi que celle de la Restauration genevoise au matin du 31 décembre de chaque année.

## Galerie

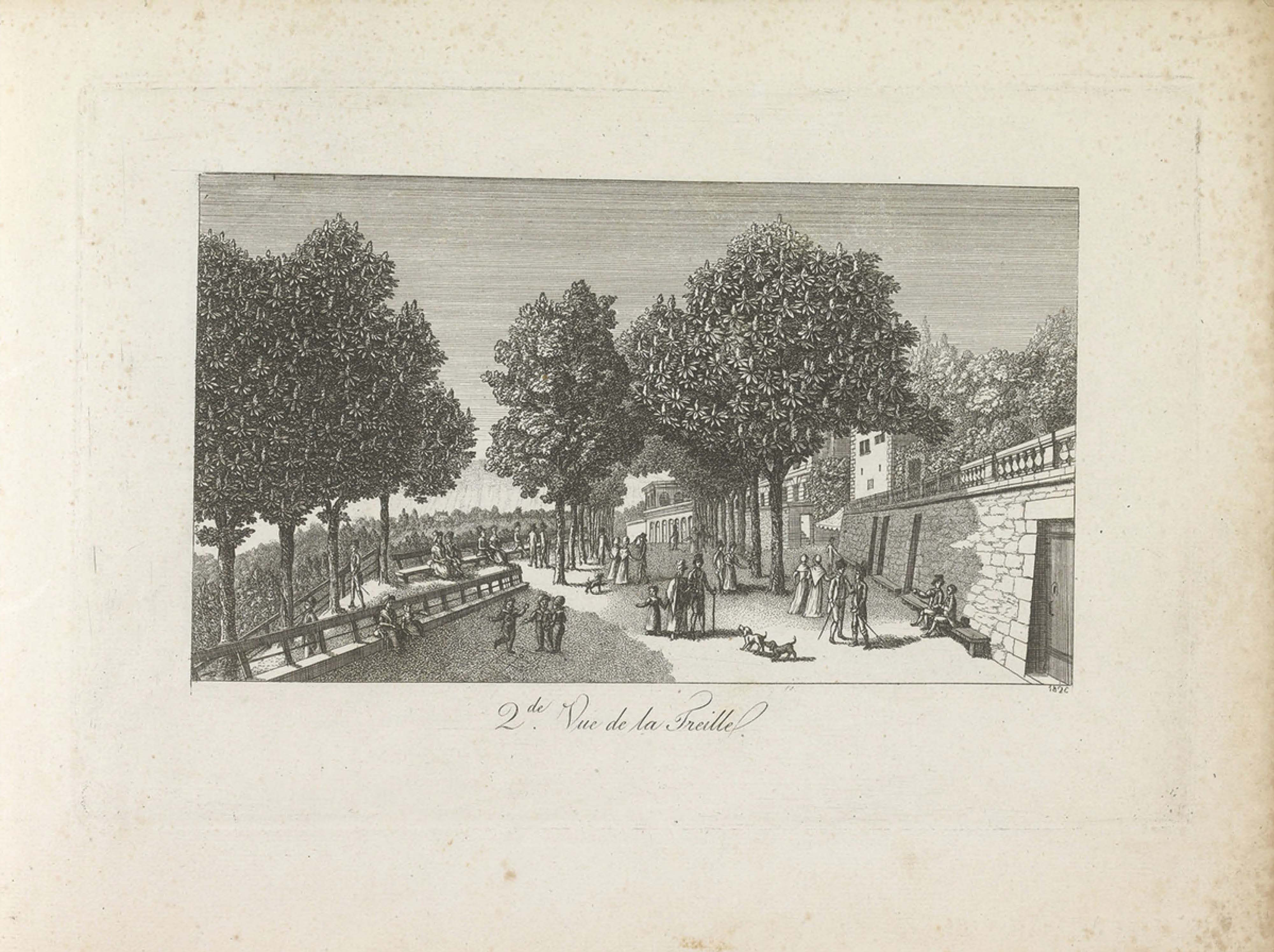
Vers 1820
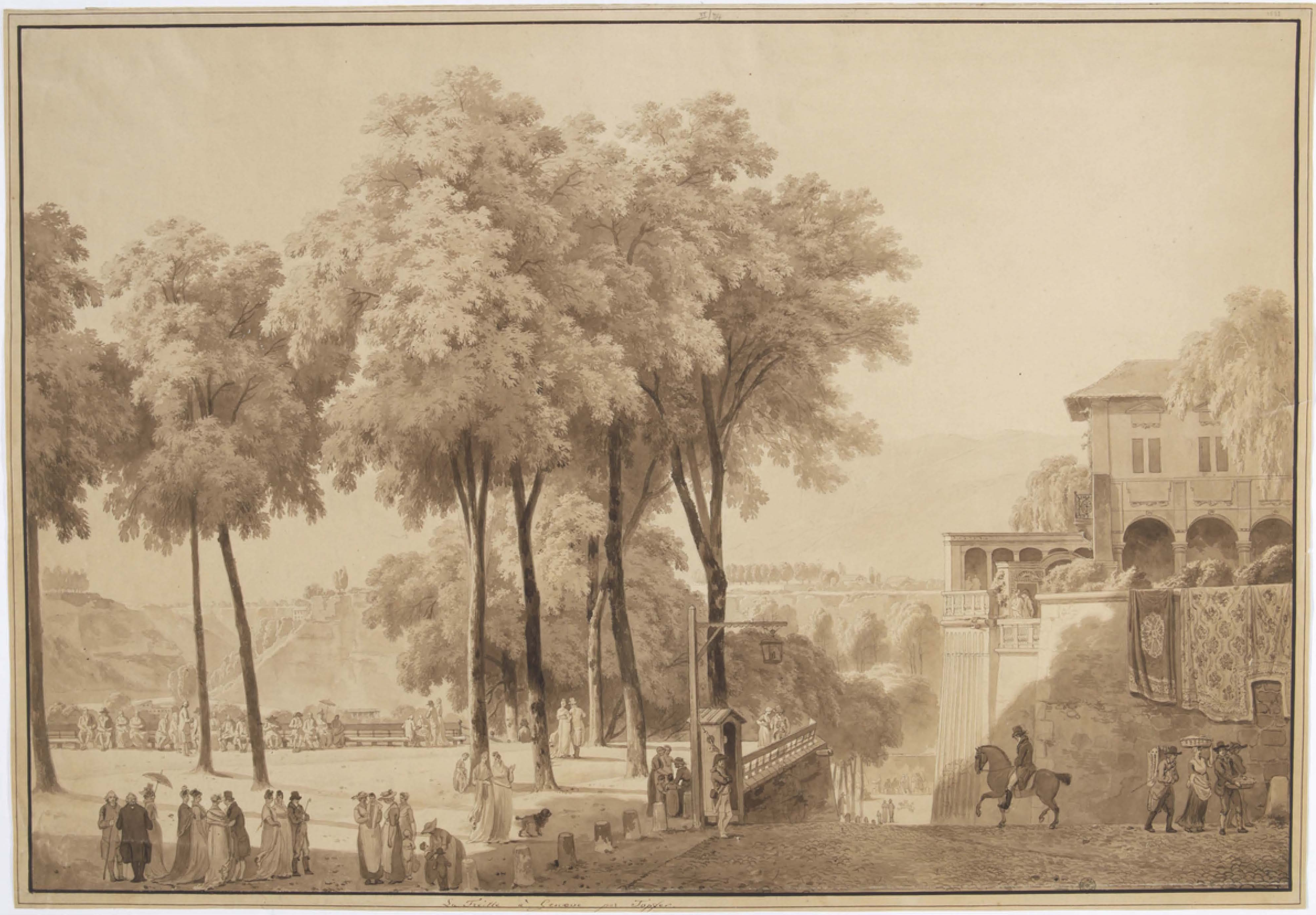
Avant 1847
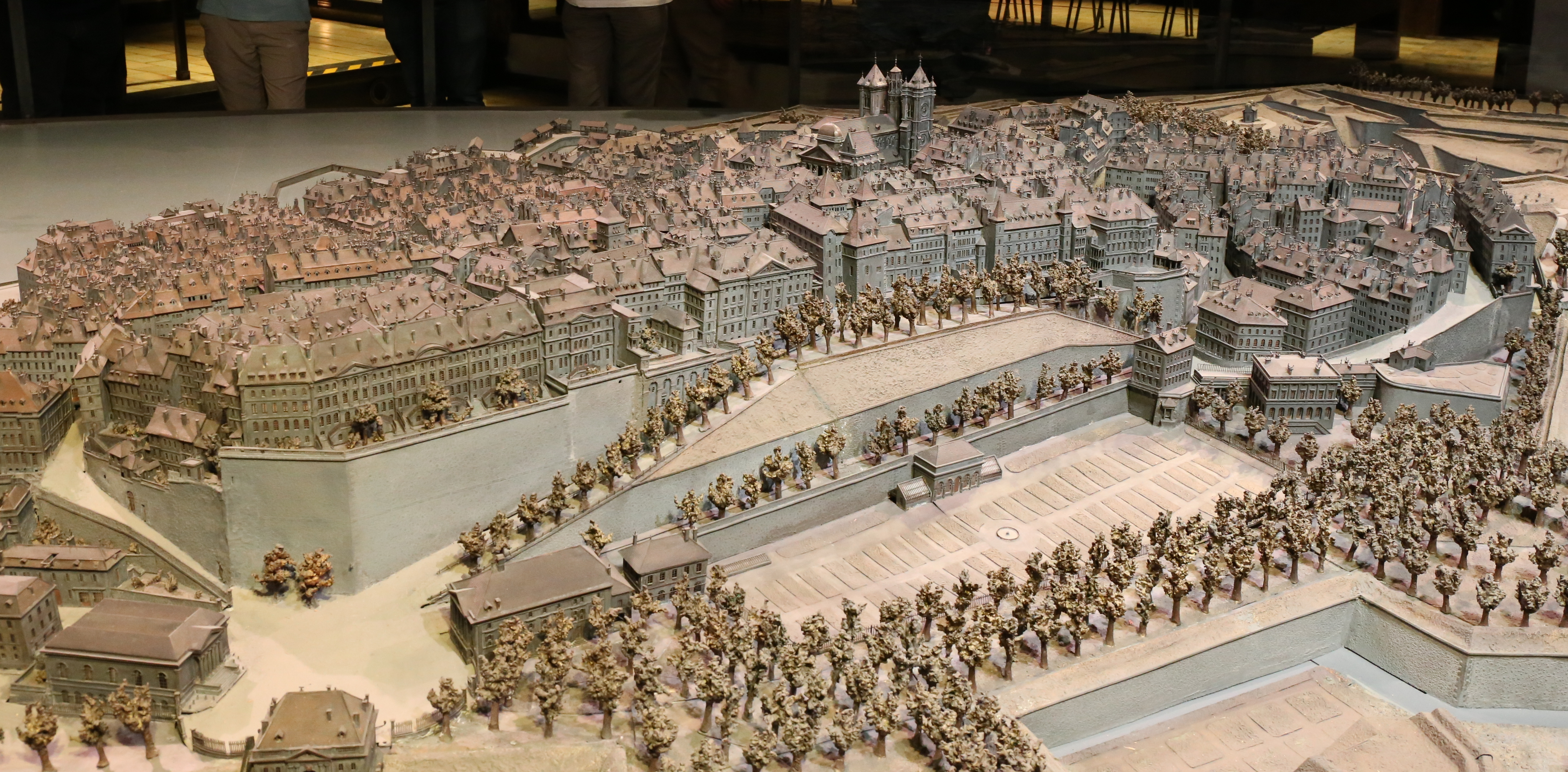
Maquette de 1850
La rampe au XIXe siècle
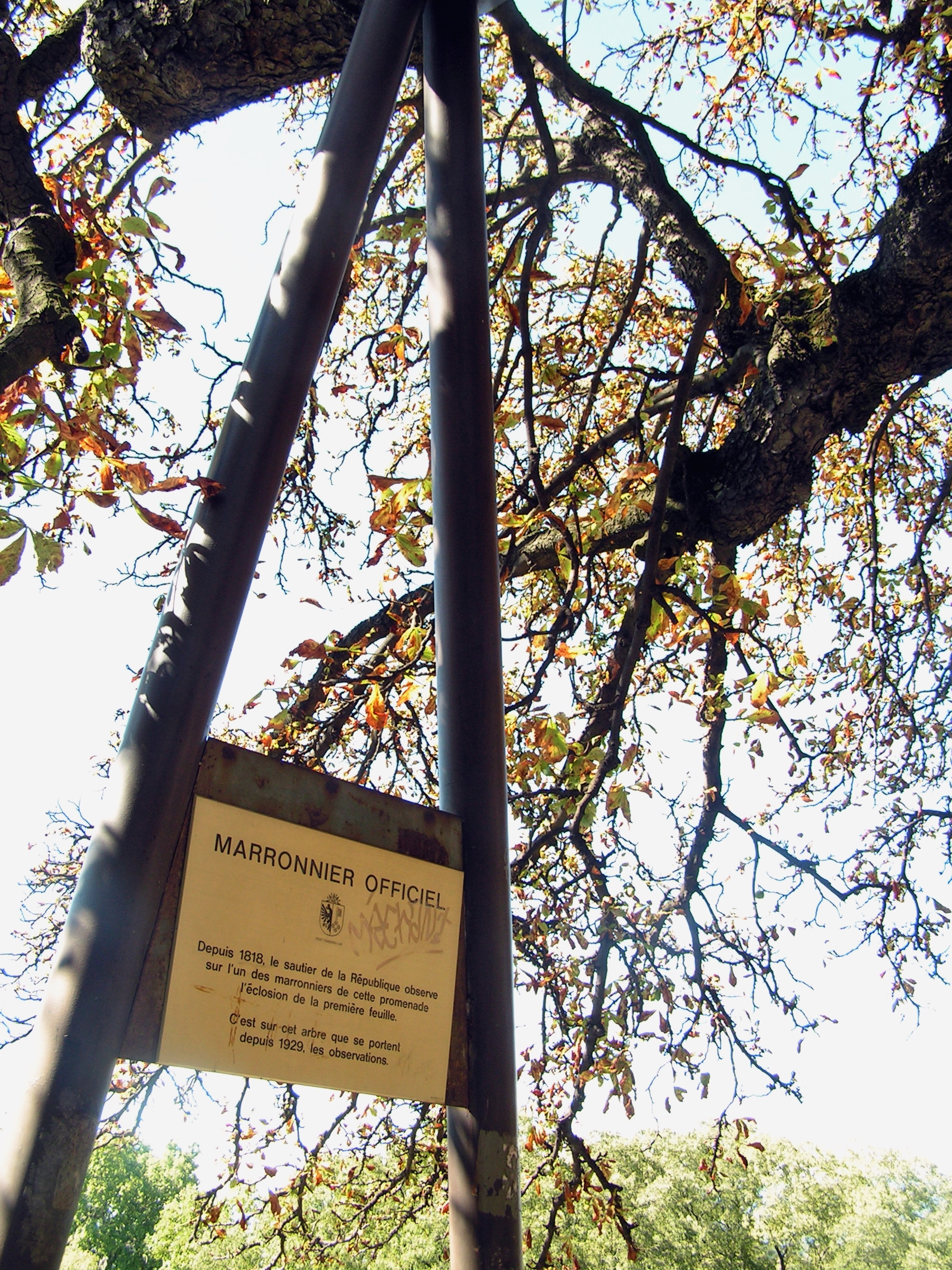
Marronnier officiel
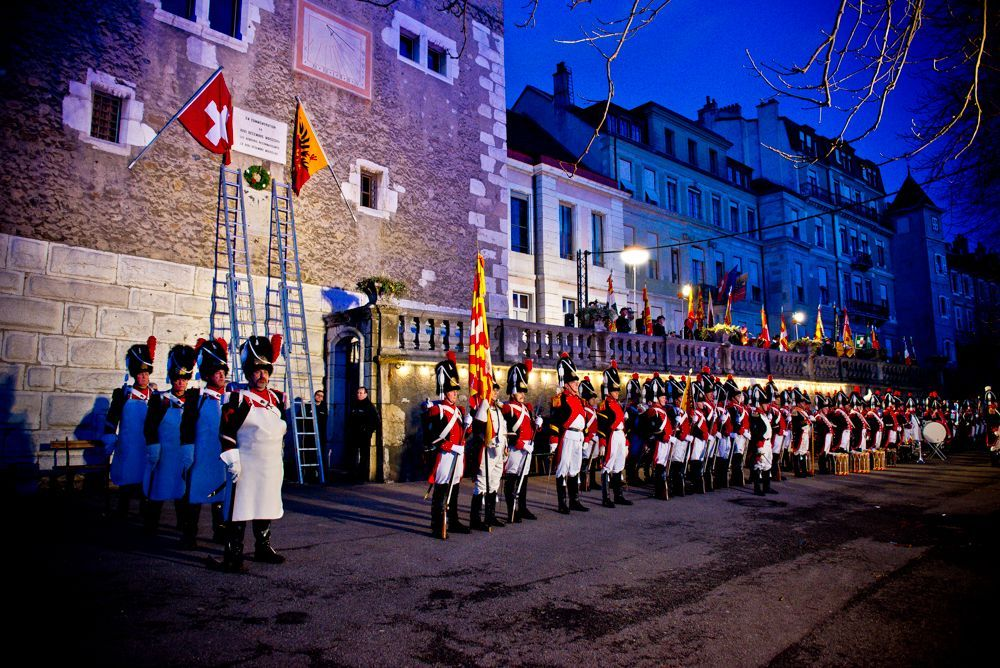
Commémoration de la Restauration
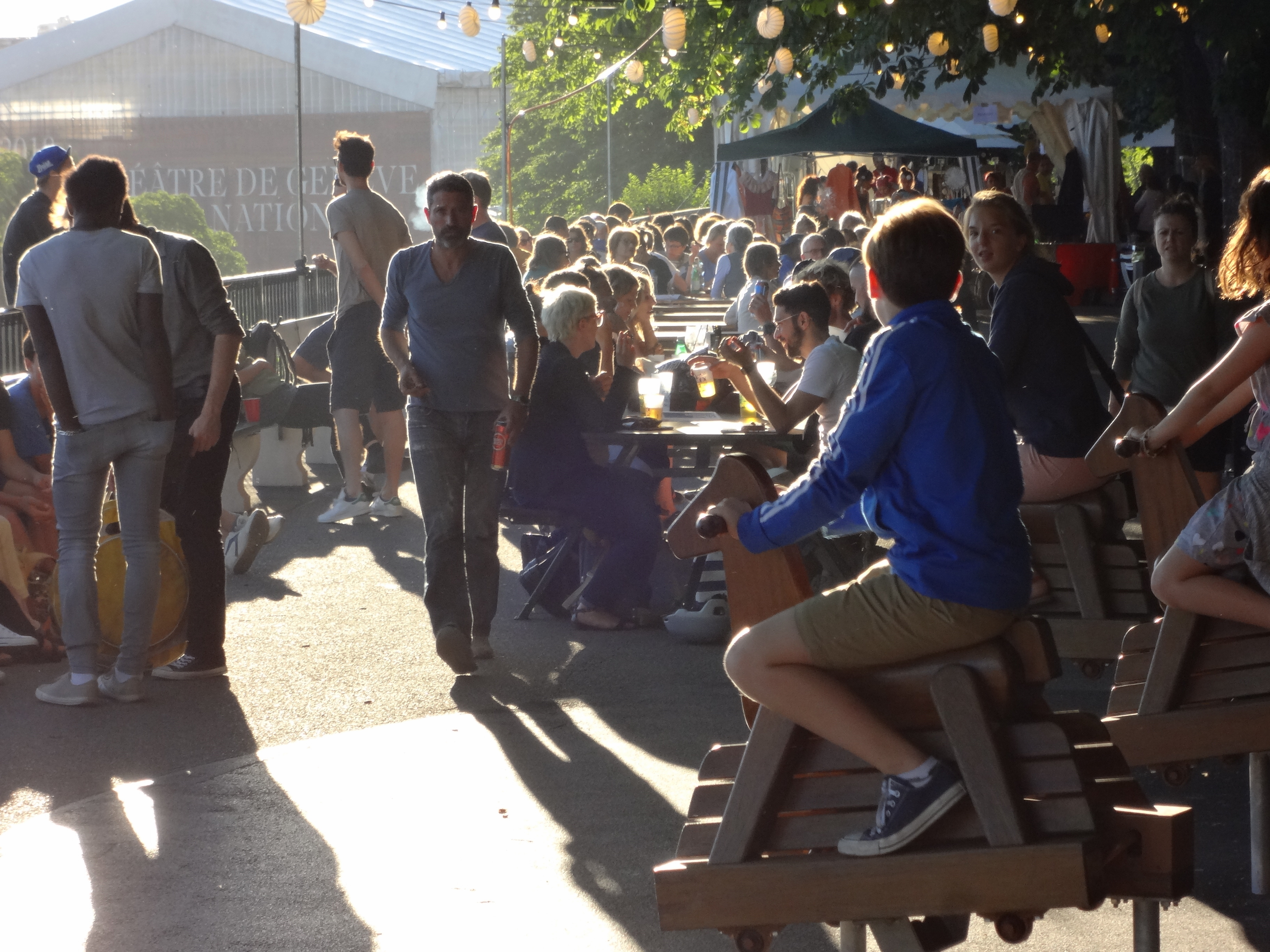
Fête de la musique 2018
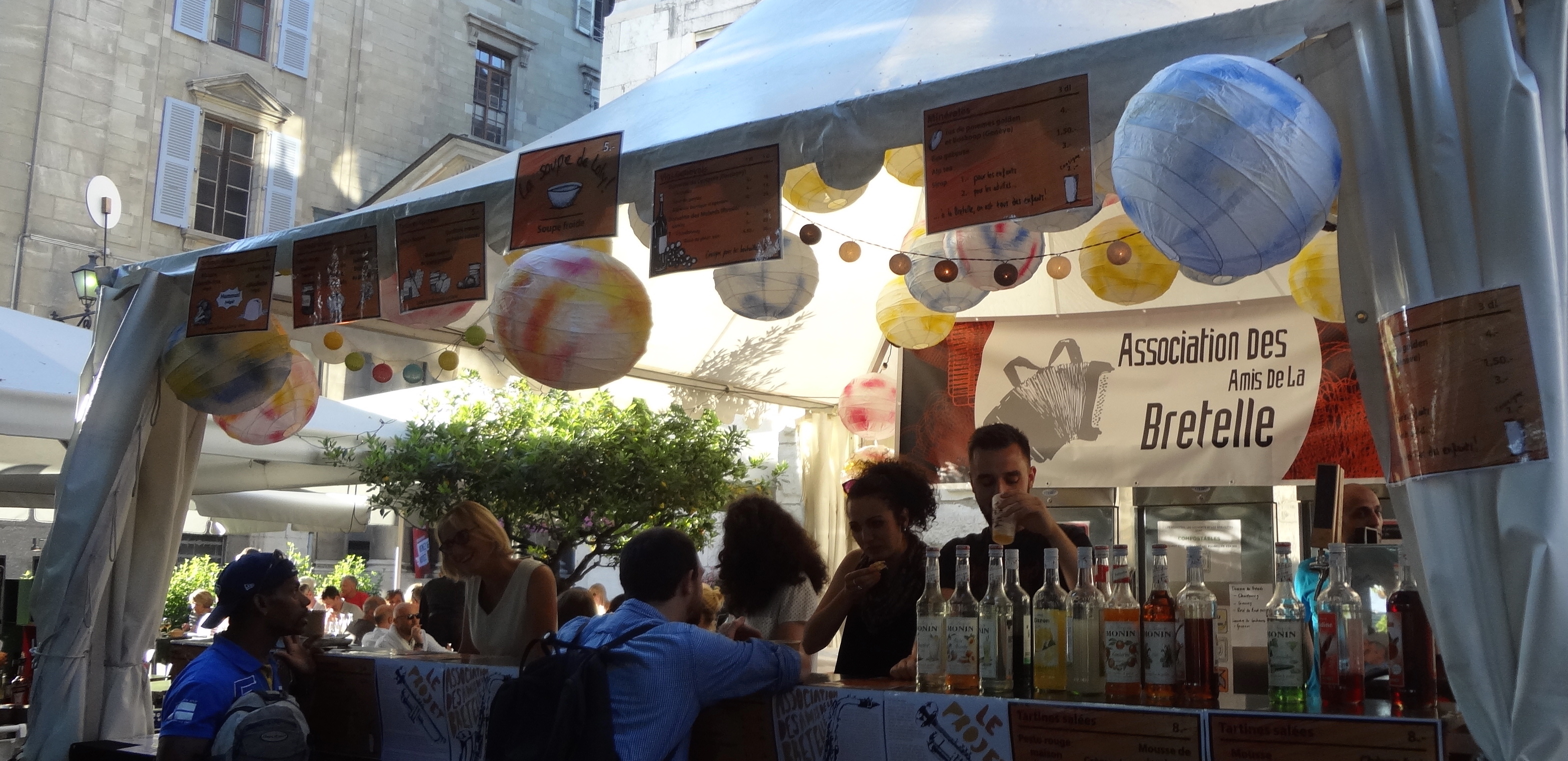
Fête de la musique 2018
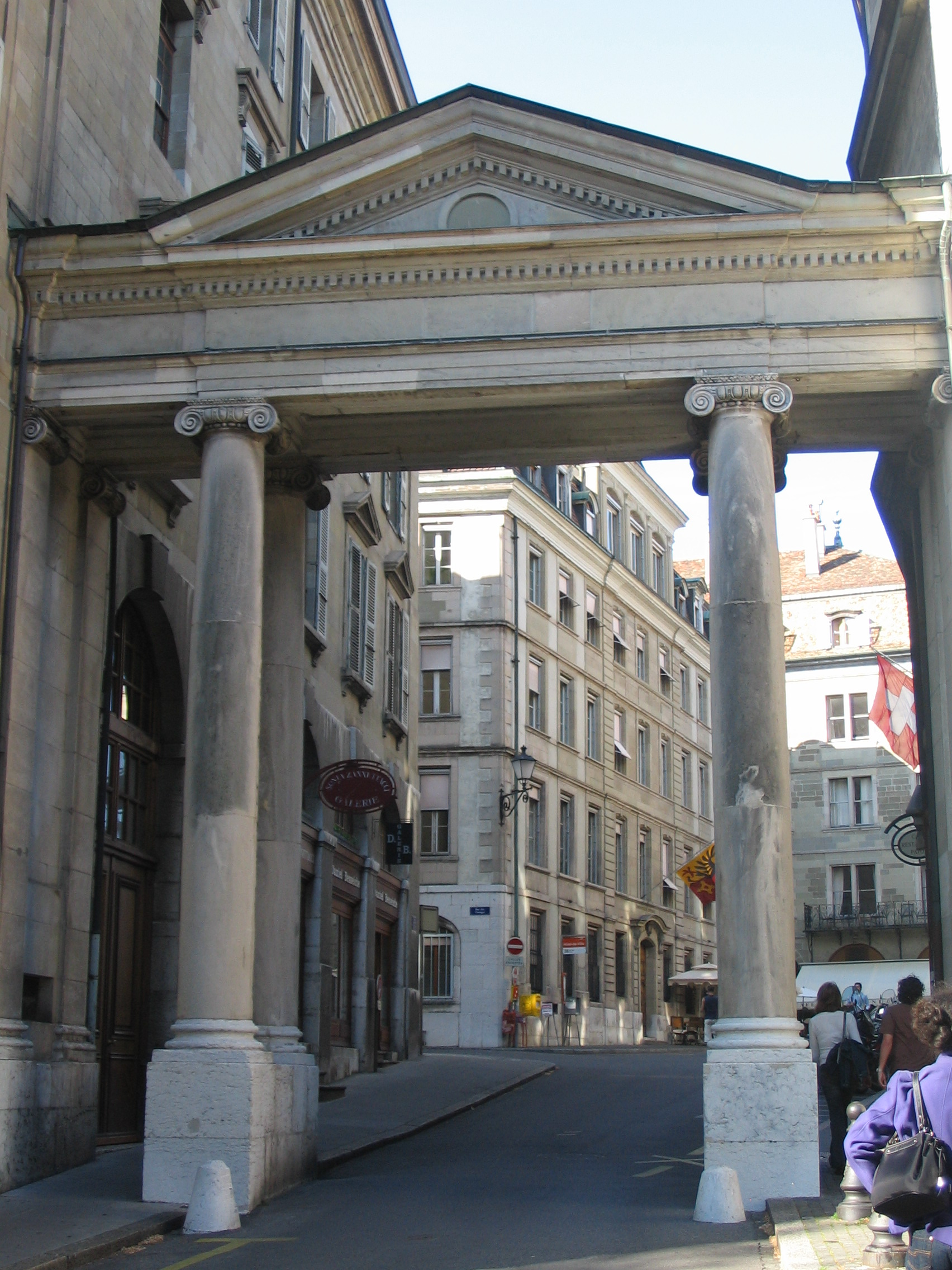
Porte de la Treille
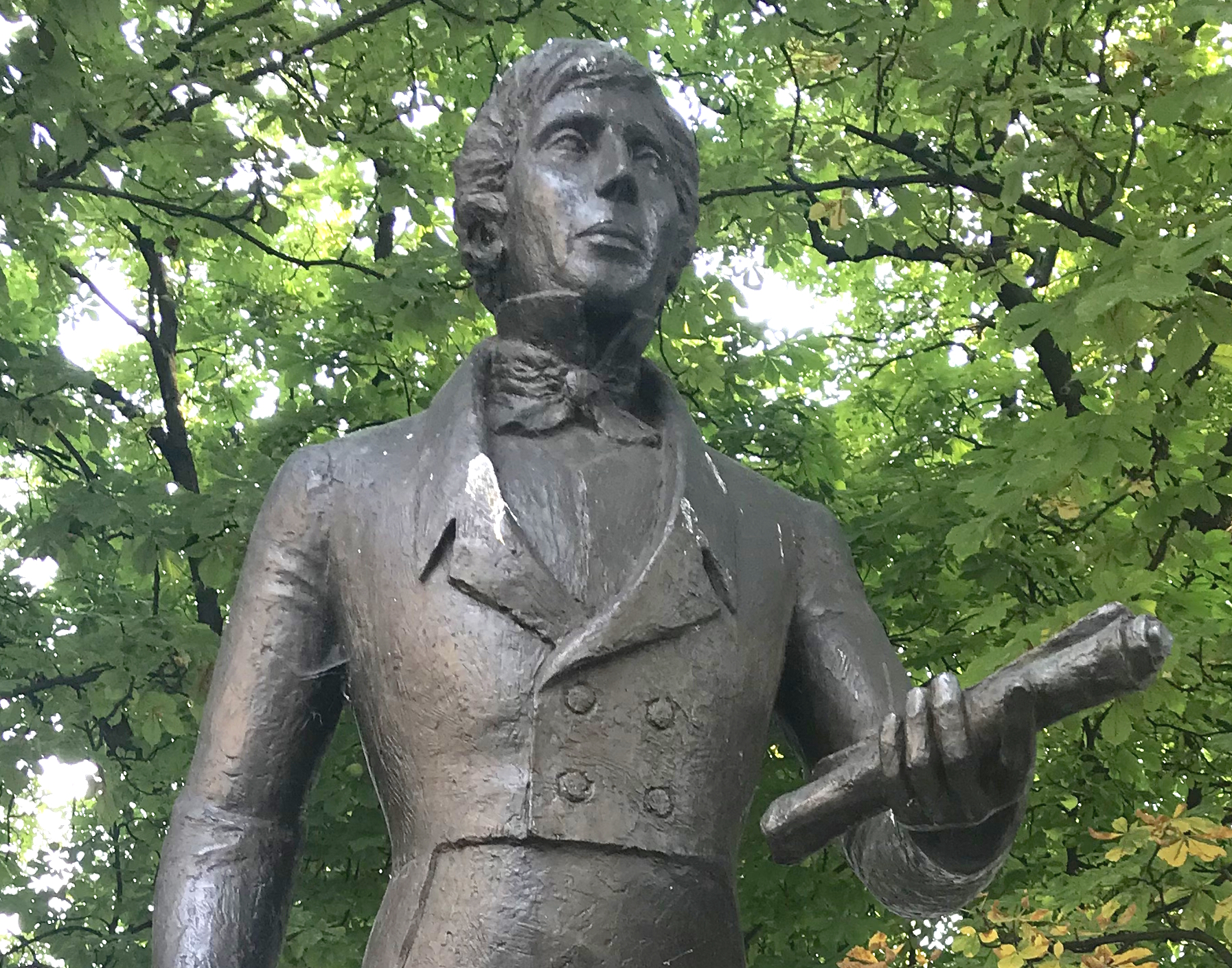
Pictet de Rochemont
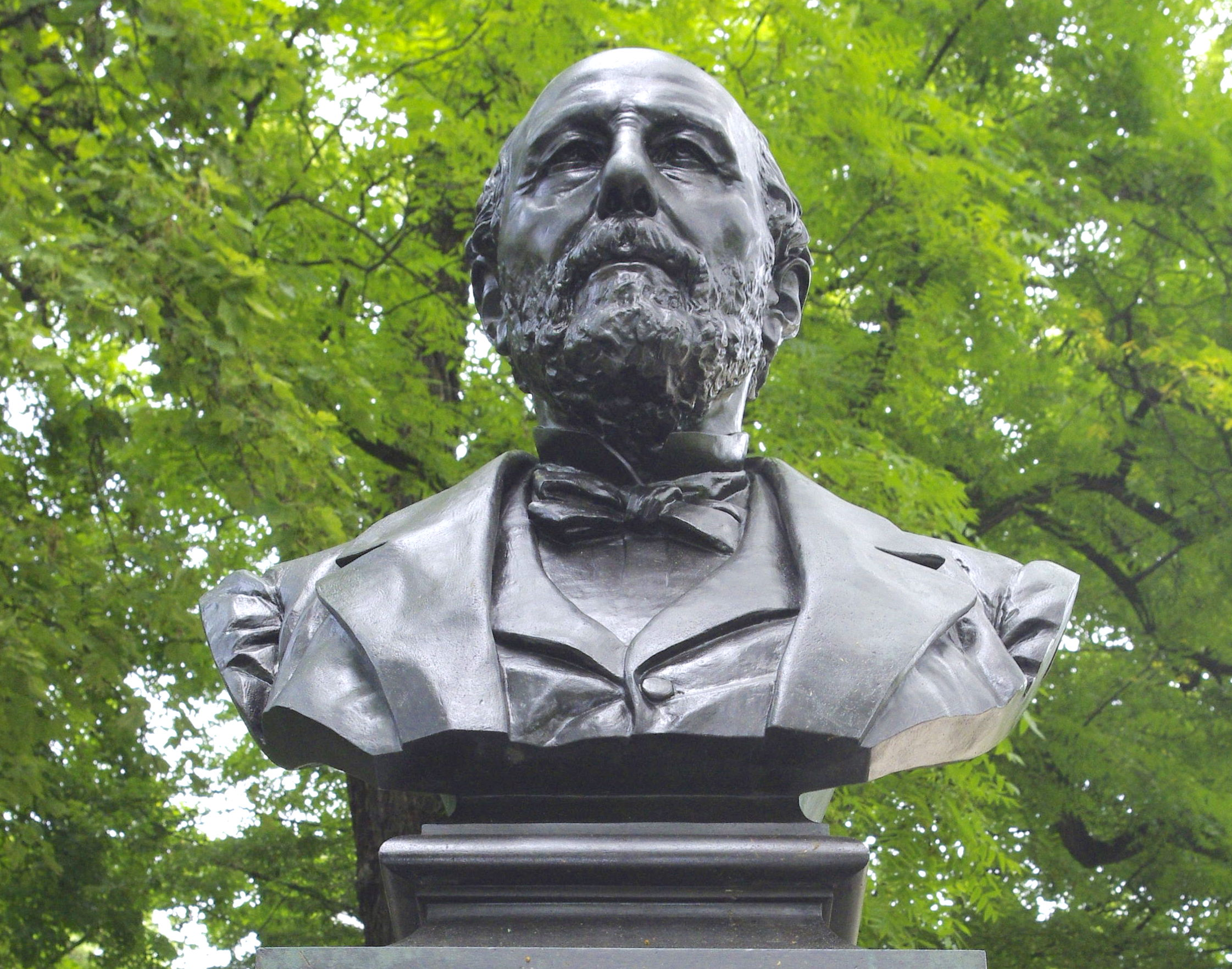
Edmond Boissier
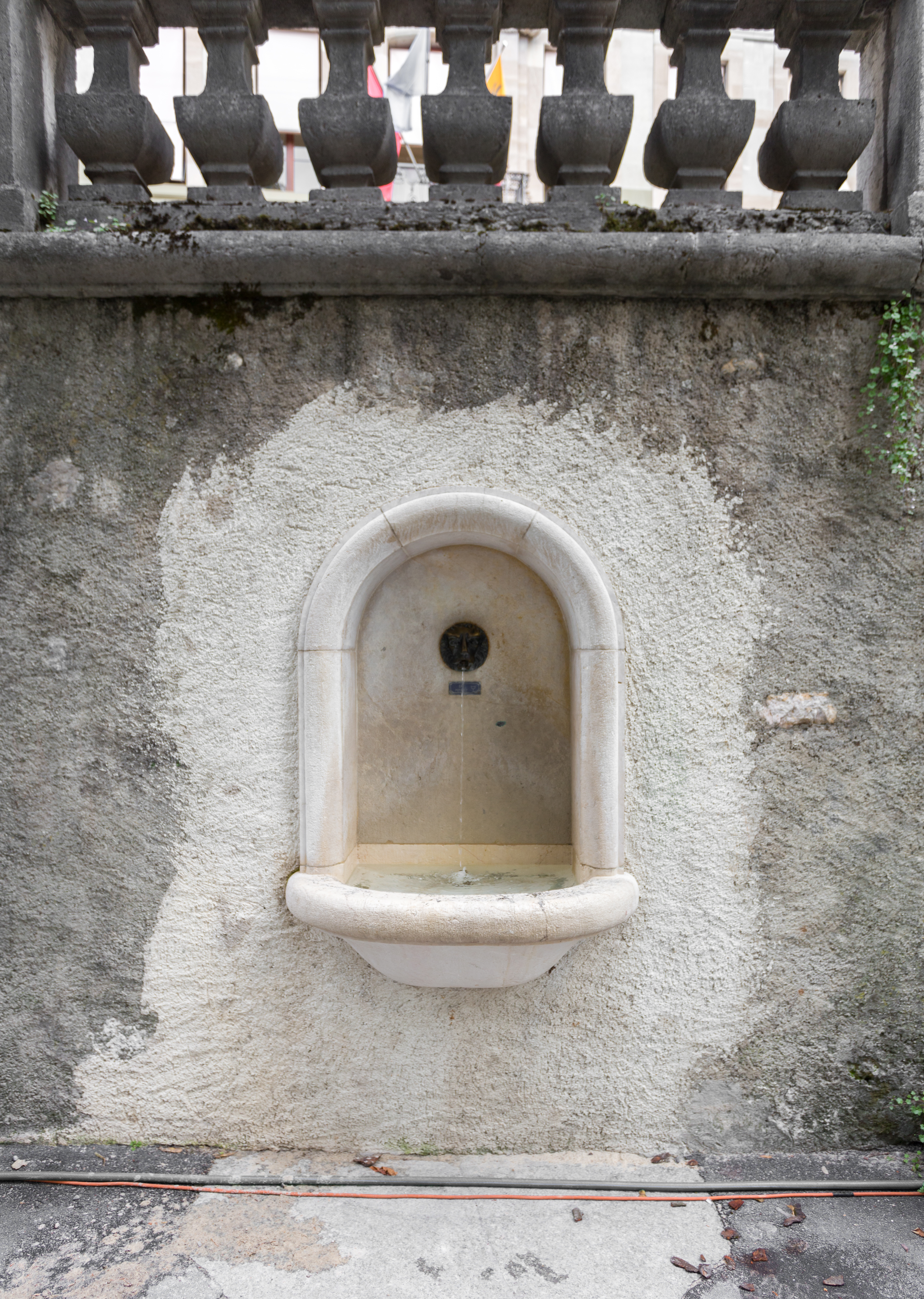
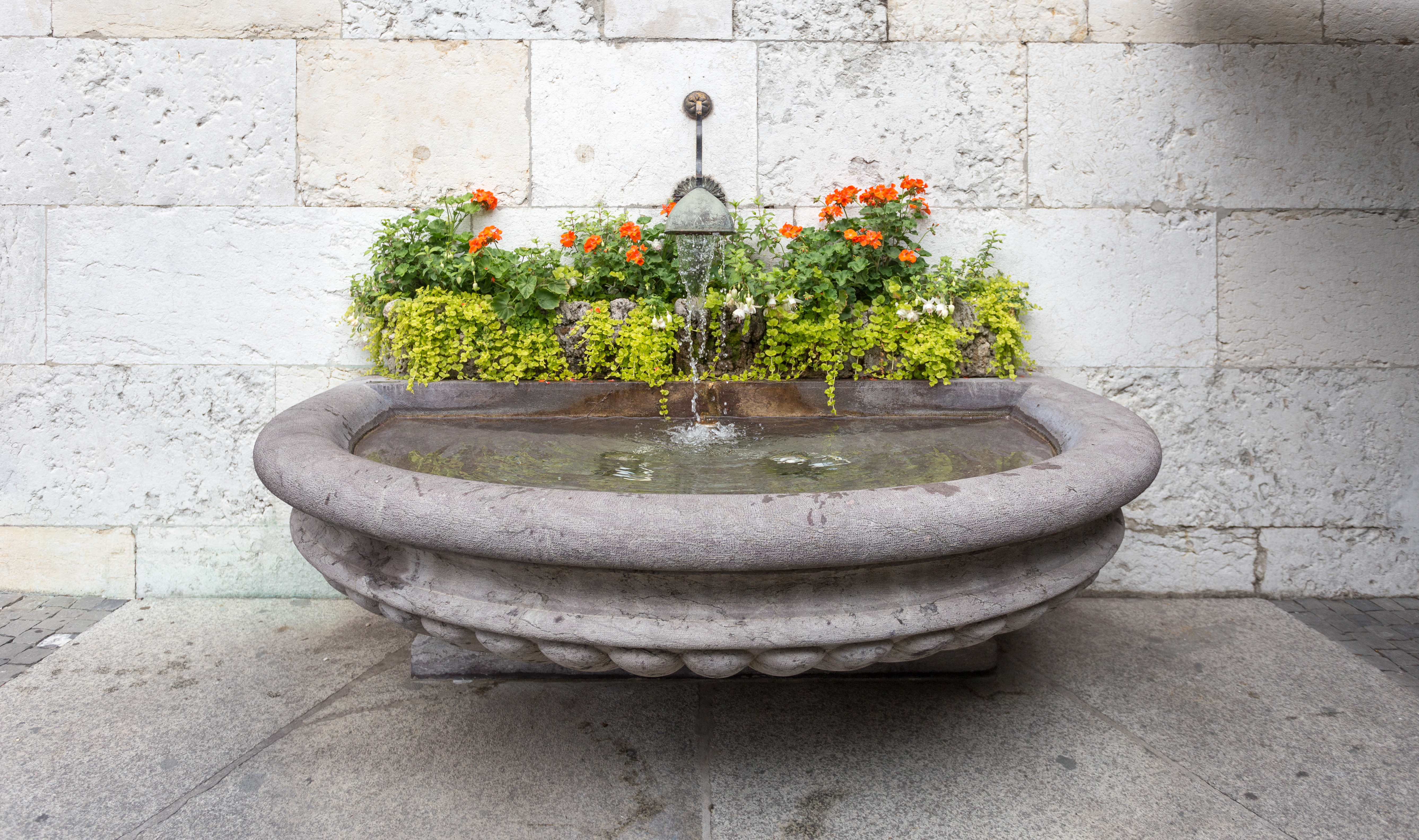